# Söraby församling
Söraby församling är en församling i Växjö pastorat i Växjö domkyrkokontrakt i Växjö stift. Den ligger i Växjö kommun, Kronobergs län.

## Administrativ historik
Församlingen bildades genom sammanslagning av Norra Rottne och Södra Rottne församlingar 21 september 1779 under namnet Rottne församling, för att 17 november 1825 namnändras till Söraby församling. 
Församlingen var till 1962 annexförsamling i pastoratet Gårdsby och Söraby och därefter moderförsamling i pastoratet Söraby, Gårdsby, Tolg och Tjureda. I församlingen uppgick 2006 Tolgs och Tjureda församlingar och församlingen namnändrades då till Söraby, Tolg och Tjureda församling medan pastoratet bibehöll namnet Söraby pastorat där även Gårdsby församling ingick. År 2014 namnändrades församlingen åter till Söraby församling samtidigt som den blev en del av det då bildade Växjö pastorat. 

## Kyrkor
Församlingskyrkor är Söraby kyrka, Tolgs kyrka och Tjureda kyrka.